# Sophie Podolski
Pour les articles homonymes, voir Podolski.
Sophie Podolski, née le 8 octobre 1953 et décédée le 29 décembre 1974, est une poétesse et graphiste francophone belge.

## Biographie
Sophie Podolski est issue d'une famille d’intellectuels et d’artistes. Sa mère, la céramiste Ann Cape, est la fille du compositeur et chef d’orchestre américain Safford Cape. Son père, Michel Podolski, est un musicologue et luthiste baroque réputé. Sa grand-mère maternelle, Marianne Van den Borren, fille du musicologue Charles Van den Borren, est la cousine de Dominique Rolin dont elle fut très proche. Son grand-père paternel, Nicolas Podolski, de nationalité ukrainienne, a fui son pays à la veille de la révolution russe de 1917, et a émigré aux États-Unis puis en Belgique. Née apatride, Sophie Podolski obtient la nationalité belge en 1973, à l'âge de 20 ans, à la suite de la naturalisation de son père.
Malgré une mémoire exceptionnelle, Sophie Podolski a une scolarité difficile. À l’âge de 12 ans, elle est renvoyée de l’école. À 15 ans, elle suit les cours de gravure à l'Académie de Boitsfort, où sa mère est enseignante. Au printemps 1969, elle entre dans la communauté artistique du Montfaucon Reasearch Center de Michel Bonnemaison et Joëlle de La Casinière, et fréquente épisodiquement ce groupe pendant trois ans. Ses compagnons du Montfaucon se définissent eux-mêmes comme des “freaks”, équivalents créatifs des hippies. Menant une existence nomade, Sophie dort et écrit où elle peut. Elle expérimente aussi les drogues psychédéliques.
Son unique livre, Le pays où tout est permis, est publié en 1972, avec des textes et des dessins reproduits dans son écriture manuscrite artistique. Une édition typographique avec une préface de Philippe Sollers suit en 1973, sans l'accord de l'autrice. L'ouvrage est partiellement traduit en anglais sous le titre The Country Where Everything Is Allowed. Le manuscrit est conservé aux Archives et Musée de la Littérature à Bruxelles. Plus de 213 textes et dessins sont conservés au Musée de Rochechouart.
Podolski souffre de schizophrénie et fait des séjours en cliniques psychiatriques à Bruxelles et Paris, en particulier à la légendaire Clinique de La Borde, berceau de la psychiatrie institutionnelle, où le philosophe Félix Guattari a longtemps travaillé. Le 19 décembre 1974, elle tente de se suicider à Bruxelles, et décède dix jours plus tard.
Podolski laisse un certain nombre de poèmes inédits et des œuvres graphiques qui sont publiés à titre posthume par l'éditeur Marc Dachy dans sa revue littéraire Luna Park. Un numéro spécial lui est consacré : « Sophie Podolski Snow Queen » (no 6, 1980)
Sa poésie est admirée par le romancier et poète Roberto Bolaño, qui y fait référence dans ses romans Les détectives sauvages, Anvers, et Distant Star, et dans ses nouvelles Vagabond en France et en Belgique et Dance Card (toutes deux rassemblées dans Derniers Soirs sur la Terre (en)).

## Œuvre

### Ouvrages
- Le pays où tout est permis, Bruxelles, Montfaucon Research Center, 1972
- Le pays où tout est permis (préf. Philippe Sollers), Paris, Belfond, 1973 (édition typographiée contestée par l'autrice)[7]
- Caroline Dumalin (dir.), Sophie Podolski. Le pays où tout est permis, Mercator, 2018, 144 p.

### Publication en revue
- Tel Quel, no 53 et 55, Paris, printemps et automne 1973
- Luna Park, no 1, Bruxelles, hiver 1974
- Luna Park, no 2, numéro spécial "Graphie", Bruxelles, 1976
- Luna Park, no 3, Bruxelles, 1977
- Tel Quel, no 74, Paris, 1977
- Art Press, no 5, mars 1977
- "Sophie Podolski, reine des Neiges" (inédit posthume), in Luna Park, no 6, numéro spécial "Sophie Podolski", Bruxelles, 1980
- Minuit, no 39, Paris, 1980
- Lettre inédite à Philippe Sollers, in Luna Park, no 5, deuxième série, Paris, 2009
- The Seattle Review, volume 7, no 1-2, extraits de Dans le pays où tout est permis traduits en anglais par Paul Legault

### Ouvrage collectif
- Manu Script [Joëlle de la Casinière, Olimpia Hruska, Jacques Lederlin, Sophie Podolski et Alberto Tavares], Éditions Dérives, Montréal, 1980